# Nyaturu (langue)
Pour les articles homonymes, voir Nyaturu.
Le Nyaturu est une langue bantoue parlée par les Nyaturu de la région de Singida en Tanzanie.
Il existe des variantes de son nom : Keremi, Kilimi, Kinyaturu, Kiremi, Kirimi, Limi, Remi, Rimi, Turu.
Elle comporte trois dialectes, le Girwana de la tribu Airwana (Wilwana) dans le nord, le Giahi de la tribu Vahi dans le sud et l'ouest, et le Ginyamunyinganyi de la tribu Anyiŋanyi (Wanyinganyi) à l'est.